# Kermia subcylindrica
Kermia subcylindrica é uma espécie de gastrópode do gênero Kermia, pertencente a família Raphitomidae.